# Graphocephala aurolineata
Graphocephala aurolineata är en insektsart som beskrevs av Fowler 1900. Graphocephala aurolineata ingår i släktet Graphocephala och familjen dvärgstritar. Inga underarter finns listade i Catalogue of Life.